# Marathon masculin aux Jeux olympiques d'été de 2016
Pour un article plus général, voir Athlétisme aux Jeux olympiques d'été de 2016.
Navigation
Londres 2012 Tokyo 2020
Le marathon masculin, épreuve d'athlétisme des Jeux olympiques d'été de 2016, a lieu le 21 août 2016 dans les rues de Rio de Janeiro au Brésil avec un départ et une arrivée sur le sambodrome Marquês-de-Sapucaí.
L'épreuve est remportée par l'athlète kenyan Eliud Kipchoge en 2 h 8 min 44 s. L'Éthiopien Feyisa Lilesa et l'Américain Galen Rupp prennent respectivement la deuxième et la troisième place et reçoivent les médailles d'argent et de bronze.

## Programme
Tous les horaires correspondent à l'UTC-3
| Date                  | Horaire | Manche |
| --------------------- | ------- | ------ |
| Dimanche 21 août 2016 | 9 h 30  | Finale |

## Records
Avant cette compétition, les records dans cette discipline étaient les suivants :
| Record du monde  | 2 h 02 min 57 s | Dennis Kimetto | Kenya | 28 septembre 2014 | Berlin |
| Record olympique | 2 h 06 min 32 s | Samuel Wanjiru | Kenya | 24 août 2008      | Pékin  |

## Médaillés
La remise des médailles, comme le veut la tradition, a lieu lors de la cérémonie de clôture.
| Or             | Argent        | Bronze     |
| Eliud Kipchoge | Feyisa Lilesa | Galen Rupp |

## Résultats
| Rang               | Athlète                        | Pays                             | Temps           | Notes |
| ------------------ | ------------------------------ | -------------------------------- | --------------- | ----- |
| Médaille d'or      | Eliud Kipchoge                 | Kenya                            | 2 h 08 min 44 s |       |
| Médaille d'argent  | Feyisa Lilesa                  | Éthiopie                         | 2 h 09 min 54 s |       |
| Médaille de bronze | Galen Rupp                     | États-Unis                       | 2 h 10 min 05 s | PB    |
| 4                  | Ghirmay Ghebreslassie          | Érythrée                         | 2 h 11 min 04 s |       |
| 5                  | Alphonce Simbu                 | Tanzanie                         | 2 h 11 min 15 s |       |
| 6                  | Jared Ward                     | États-Unis                       | 2 h 11 min 30 s | PB    |
| 7                  | Tadesse Abraham                | Suisse                           | 2 h 11 min 42 s |       |
| 8                  | Solomon Mutai                  | Ouganda                          | 2 h 11 min 49 s | SB    |
| 9                  | Callum Hawkins                 | Grande-Bretagne                  | 2 h 11 min 52 s |       |
| 10                 | Eric Gillis                    | Canada                           | 2 h 12 min 29 s |       |
| 11                 | Abdi Nageeye                   | Pays-Bas                         | 2 h 13 min 01 s |       |
| 12                 | Mumin Gala                     | Djibouti                         | 2 h 13 min 04 s | PB    |
| 13                 | Lemi Berhanu                   | Éthiopie                         | 2 h 13 min 29 s |       |
| 14                 | Stephen Kiprotich              | Ouganda                          | 2 h 13 min 32 s |       |
| 15                 | Paulo Roberto Paula            | Brésil                           | 2 h 13 min 56 s | SB    |
| 16                 | Satoru Sasaki                  | Japon                            | 2 h 13 min 57 s |       |
| 17                 | Kaan Kigen Özbilen             | Turquie                          | 2 h 14 min 11 s |       |
| 18                 | Bayron Piedra                  | Équateur                         | 2 h 14 min 12 s | PB    |
| 19                 | Sondre Nordstad Moen           | Norvège                          | 2 h 14 min 17 s |       |
| 20                 | Oleksandr Sitkovskyy           | Ukraine                          | 2 h 14 min 24 s |       |
| 21                 | Amanuel Mesel                  | Érythrée                         | 2 h 14 min 37 s |       |
| 22                 | Koen Naert                     | Belgique                         | 2 h 14 min 53 s |       |
| 23                 | Reid Coolsaet                  | Canada                           | 2 h 14 min 58 s |       |
| 24                 | Lusapho April                  | Afrique du Sud                   | 2 h 15 min 24 s |       |
| 25                 | Thanackal Gopi                 | Inde                             | 2 h 15 min 25 s | PB    |
| 26                 | Kheta Ram                      | Inde                             | 2 h 15 min 26 s | PB    |
| 27                 | Pak Chol                       | Corée du Nord                    | 2 h 15 min 27 s |       |
| 28                 | Evans Kiplagat Barkowet        | Azerbaïdjan                      | 2 h 15 min 31 s |       |
| 29                 | Dong Guojian                   | Chine                            | 2 h 15 min 32 s |       |
| 30                 | Ihor Olefirenko                | Ukraine                          | 2 h 15 min 36 s |       |
| 31                 | Liam Adams                     | Australie                        | 2 h 16 min 12 s |       |
| 32                 | Paul Pollock                   | Irlande                          | 2 h 16 min 24 s |       |
| 33                 | Mebrahtom Keflezighi           | États-Unis                       | 2 h 16 min 46 s |       |
| 34                 | Anuradha Indrajith Cooray      | Sri Lanka                        | 2 h 17 min 06 s |       |
| 35                 | Abdi Hakin Ulad                | Danemark                         | 2 h 17 min 06 s |       |
| 36                 | Suehiro Ishikawa               | Japon                            | 2 h 17 min 08 s |       |
| 37                 | Marius Ionescu                 | Roumanie                         | 2 h 17 min 27 s |       |
| 38                 | Ruggero Pertile                | Italie                           | 2 h 17 min 30 s |       |
| 39                 | Artur Kozlowski                | Pologne                          | 2 h 17 min 34 s |       |
| 40                 | Nicolas Cuestas                | Uruguay                          | 2 h 17 min 44 s |       |
| 41                 | Pardon Ndhlovu                 | Zimbabwe                         | 2 h 17 min 48 s |       |
| 42                 | Víctor Aravena                 | Chili                            | 2 h 17 min 49 s |       |
| 43                 | Saidi Juma Makula              | Tanzanie                         | 2 h 17 min 49 s |       |
| 44                 | Florent Caelen                 | Belgique                         | 2 h 17 min 59 s |       |
| 45                 | Raul Machacuay                 | Pérou                            | 2 h 18 min 00 s |       |
| 46                 | Richer Pérez                   | Cuba                             | 2 h 18 min 05 s |       |
| 47                 | Michael Shelley                | Australie                        | 2 h 18 min 06 s |       |
| 48                 | Ihor Russ                      | Ukraine                          | 2 h 18 min 19 s |       |
| 49                 | Carles Castillejo              | Espagne                          | 2 h 18 min 34 s |       |
| 50                 | Ernesto Andres Zamora          | Uruguay                          | 2 h 18 min 36 s | PB    |
| 51                 | Ercan Muslu                    | Turquie                          | 2 h 18 min 40 s |       |
| 52                 | Cristhian Pacheco              | Pérou                            | 2 h 18 min 41 s |       |
| 53                 | Mariano Mastromarino           | Argentine                        | 2 h 18 min 44 s |       |
| 54                 | Daniel Vargas                  | Mexique                          | 2 h 18 min 51 s |       |
| 55                 | Philipp Pflieger               | Allemagne                        | 2 h 18 min 56 s |       |
| 56                 | Willem Van Schuerbeeck         | Belgique                         | 2 h 18 min 56 s | SB    |
| 57                 | Stefano La Rosa                | Italie                           | 2 h 18 min 57 s |       |
| 58                 | Cuthbert Nyasango              | Zimbabwe                         | 2 h 18 min 58 s |       |
| 59                 | Marilson dos Santos            | Brésil                           | 2 h 19 min 09 s |       |
| 60                 | Tewelde Estifanos              | Érythrée                         | 2 h 19 min 12 s |       |
| 61                 | Roman Fosti                    | Estonie                          | 2 h 19 min 26 s |       |
| 62                 | Atef Saad                      | Tunisie                          | 2 h 19 min 50 s |       |
| 63                 | Tiidrek Nurme                  | Estonie                          | 2 h 20 min 01 s |       |
| 64                 | Kevin Seaward                  | Irlande                          | 2 h 20 min 06 s |       |
| 65                 | Jesús España                   | Espagne                          | 2 h 20 min 08 s |       |
| 66                 | Raúl Pacheco                   | Pérou                            | 2 h 20 min 13 s |       |
| 67                 | Juan Carlos Trujillo           | Guatemala                        | 2 h 20 min 24 s |       |
| 68                 | Abdelmajid El Hissouf          | Maroc                            | 2 h 20 min 29 s |       |
| 69                 | Stsiapan Rahautsou             | Biélorussie                      | 2 h 20 min 34 s |       |
| 70                 | Mynhardt Mbeumuna Kawanivi     | Namibie                          | 2 h 20 min 45 s | SB    |
| 71                 | Julian Flugel                  | Allemagne                        | 2 h 20 min 47 s |       |
| 72                 | Daviti Kharazishvili           | Géorgie                          | 2 h 20 min 47 s |       |
| 73                 | Rachid Kisri                   | Maroc                            | 2 h 21 min 00 s |       |
| 74                 | Maru Teferi                    | Israël                           | 2 h 21 min 06 s |       |
| 75                 | Remigijus Kančys               | Lituanie                         | 2 h 21 min 10 s |       |
| 76                 | Christian Kreienbuhl           | Suisse                           | 2 h 21 min 13 s |       |
| 77                 | Mohamed Hrezi                  | Libye                            | 2 h 21 min 17 s |       |
| 78                 | Solonei da Silva               | Brésil                           | 2 h 22 min 05 s |       |
| 79                 | Andres Ruiz                    | Colombie                         | 2 h 22 min 09 s |       |
| 80                 | Jackson Kiprop                 | Ouganda                          | 2 h 22 min 09 s |       |
| 81                 | Scott Westcott                 | Australie                        | 2 h 22 min 19 s |       |
| 82                 | Guor Marial                    | Soudan du Sud                    | 2 h 22 min 45 s | SB    |
| 83                 | Uladzislau Pramau              | Biélorussie                      | 2 h 22 min 48 s |       |
| 84                 | Nitendra Singh Rawat           | Inde                             | 2 h 22 min 52 s |       |
| 85                 | Miguel Ángel Almachi           | Équateur                         | 2 h 23 min 00 s |       |
| 86                 | Ilya Tiapkin                   | Kirghizistan                     | 2 h 23 min 19 s |       |
| 87                 | Gabor Jozsa                    | Hongrie                          | 2 h 23 min 22 s |       |
| 88                 | Gerald Giraldo                 | Colombie                         | 2 h 23 min 48 s |       |
| 89                 | Luis Ariel Molina              | Argentine                        | 2 h 23 min 55 s |       |
| 90                 | Yonas Kinde                    | Athlètes réfugiés                | 2 h 24 min 08 s |       |
| 91                 | Duo Bujie                      | Chine                            | 2 h 24 min 22 s |       |
| 92                 | Bat-Ochiryn Ser-Od             | Mongolie                         | 2 h 24 min 26 s |       |
| 93                 | Jordan Chipangama              | Zambie                           | 2 h 24 min 58 s |       |
| 94                 | Hisanori Kitajima              | Japon                            | 2 h 25 min 11 s |       |
| 95                 | Lebenya Nikoka                 | Lesotho                          | 2 h 25 min 13 s |       |
| 96                 | Zhu Renxue                     | Chine                            | 2 h 25 min 31 s |       |
| 97                 | Sibusiso Nzima                 | Afrique du Sud                   | 2 h 25 min 33 s |       |
| 98                 | Daniel Estrada                 | Chili                            | 2 h 25 min 33 s |       |
| 99                 | Ambroise Uwiragiye             | Rwanda                           | 2 h 25 min 57 s |       |
| 100                | Ho Chin-Ping                   | Taipei chinois                   | 2 h 26 min 00 s |       |
| 101                | Mihail Krassilov               | Kazakhstan                       | 2 h 26 min 11 s |       |
| 102                | David Carver                   | Maurice                          | 2 h 26 min 16 s |       |
| 103                | Mick Clohisey                  | Irlande                          | 2 h 26 min 34 s |       |
| 104                | Hakim Sadi                     | Algérie                          | 2 h 26 min 47 s |       |
| 105                | Roman Prodius                  | Moldavie                         | 2 h 27 min 01 s |       |
| 106                | Luis Alberto Orta              | Venezuela                        | 2 h 27 min 05 s |       |
| 107                | Gantulga Dambadarjaa           | Mongolie                         | 2 h 27 min 42 s |       |
| 108                | Enzo Yanez                     | Chili                            | 2 h 27 min 47 s |       |
| 109                | Gaspar Csere                   | Hongrie                          | 2 h 28 min 03 s |       |
| 110                | Martin Esteban Cuestas         | Uruguay                          | 2 h 28 min 10 s |       |
| 111                | Valdas Dopolskas               | Lituanie                         | 2 h 28 min 21 s |       |
| 112                | Fabiano Joseph Naasi           | Tanzanie                         | 2 h 28 min 31 s |       |
| 113                | Kamongwa Salukombo Makorobondo | République démocratique du Congo | 2 h 28 min 54 s |       |
| 114                | Derek Hawkins                  | Grande-Bretagne                  | 2 h 29 min 24 s |       |
| 115                | Pierre-Célestin Nihorimbere    | Burundi                          | 2 h 29 min 38 s |       |
| 116                | Hristoforos Merousis           | Grèce                            | 2 h 29 min 39 s |       |
| 117                | Anton Kosmac                   | Slovénie                         | 2 h 29 min 48 s |       |
| 118                | José Amado García              | Guatemala                        | 2 h 30 min 11 s |       |
| 119                | Andjelko Risticevic            | Serbie                           | 2 h 30 min 17 s |       |
| 120                | Ricardo Ramos                  | Mexique                          | 2 h 30 min 20 s |       |
| 121                | Tesama Moogas                  | Israël                           | 2 h 30 min 30 s |       |
| 122                | Ageze Guadie                   | Israël                           | 2 h 30 min 45 s |       |
| 123                | Rui Pedro Silva                | Portugal                         | 2 h 30 min 52 s |       |
| 124                | Segundo Jami                   | Équateur                         | 2 h 31 min 07 s |       |
| 125                | Diego Colorado                 | Colombie                         | 2 h 31 min 20 s |       |
| 126                | Bekir Karayel                  | Turquie                          | 2 h 31 min 27 s |       |
| 127                | Nicolae-Alexandru Soare        | Roumanie                         | 2 h 31 min 53 s |       |
| 128                | Yared Shegumo                  | Pologne                          | 2 h 31 min 54 s |       |
| 129                | Mohammad Jafar Moradi          | Iran                             | 2 h 31 min 58 s |       |
| 130                | Byambajav Tseveenravdan        | Mongolie                         | 2 h 36 min 14 s |       |
| 131                | Son Myeongjun                  | Corée du Sud                     | 2 h 36 min 21 s |       |
| 132                | Michael Kalomiris              | Grèce                            | 2 h 37 min 03 s |       |
| 133                | Boonthung Srisung              | Thaïlande                        | 2 h 37 min 46 s |       |
| 134                | Ricardo Ribas                  | Portugal                         | 2 h 38 min 29 s |       |
| 135                | Jorge Castelblanco             | Panamá                           | 2 h 39 min 25 s |       |
| 136                | Derlis Ayala                   | Paraguay                         | 2 h 39 min 40 s |       |
| 137                | Federico Bruno                 | Argentine                        | 2 h 40 min 05 s |       |
| 138                | Shim Jung-sub                  | Corée du Sud                     | 2 h 42 min 42 s |       |
| 139                | Neko Hiroshi                   | Cambodge                         | 2 h 45 min 55 s |       |
| 140                | Methkal Abu Drais              | Jordanie                         | 2 h 46 min 18 s |       |
| —                  | Wesley Korir                   | Kenya                            | DNF             |       |
| —                  | Stanley Kipleting Biwott       | Kenya                            | DNF             |       |
| —                  | Isaac Korir                    | Bahreïn                          | DNF             |       |
| —                  | Tsepo Mathibelle               | Lesotho                          | DNF             |       |
| —                  | Wissem Hosni                   | Tunisie                          | DNF             |       |
| —                  | Henryk Szost                   | Pologne                          | DNF             |       |
| —                  | Lungile Gongqa                 | Afrique du Sud                   | DNF             |       |
| —                  | El Hadi Laameche               | Algérie                          | DNF             |       |
| —                  | Alemu Bekele                   | Bahreïn                          | DNF             |       |
| —                  | Abraham Niyonkuru              | Burundi                          | DNF             |       |
| —                  | Wirimai Juwawo                 | Zimbabwe                         | DNF             |       |
| —                  | Tesfaye Abera                  | Éthiopie                         | DNF             |       |
| —                  | Tsegai Tewelde                 | Grande-Bretagne                  | DNF             |       |
| —                  | Daniele Meucci                 | Italie                           | DNF             |       |
| —                  | Andrey Petrov                  | Ouzbékistan                      | DNF             |       |

## Légende
Records et Performances
- AR : Record continental (area record)
- CR : Record des championnats (championship record)
- MR : Record du meeting (meet record)
- NR : Record national (national record)
- OR : Record olympique (olympic record)
- PR : Record paralympique (paralympic record)
- PB : Record personnel (personal best)
- SB : Meilleure performance personnelle de la saison (season's best)
- WL : Meilleure performance mondiale de l'année (world leader)
- WJR : Record du monde junior (world junior record)
- WR : Record du monde (world record)

Circonstances et Conditions
- DNF : N'a pas terminé (did not finish)
- DNS : N'a pas pris le départ (did not start)
- DQ : Disqualification (disqualification)
- NM : Aucun essai valable enregistré (No Mark)
- Q : Qualifié « directement » au prochain tour (ou à la prochaine compétition), lors d'une compétition majeure, grâce au classement ou à la réalisation des minima (automatic qualifier)
- q : Qualifié au prochain tour (ou à la prochaine compétition), lors d'une compétition majeure, grâce au repêchage ou à la réalisation de l'une des meilleures performances parmi celles des « non qualifiés directement » (grâce au meilleur temps ou à la meilleure distance par exemple) (secondary qualifier)